# Trichestra shansina
Trichestra shansina là một loài bướm đêm trong họ Noctuidae.